# Fukagawa Fudō-dō

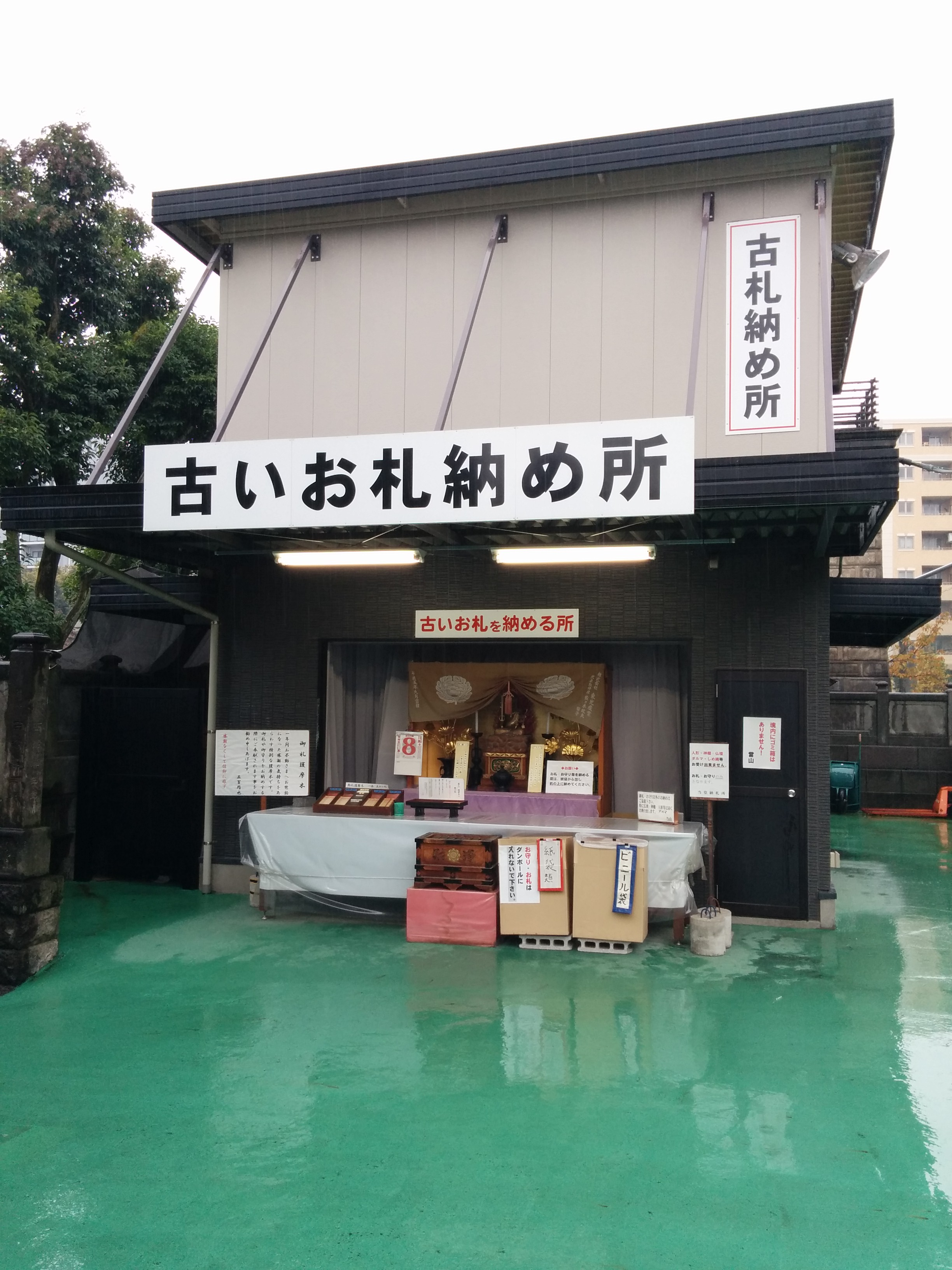
Un lieu de restitution des vieux talismans

Le temple Fukagawa Fudō-dō (成田山東京別院深川不動堂) est un temple bouddhiste situé à Tokyo. Il est célèbre pour son design de temple ultra moderne et son festival du feu de goma,,. C'est une succursale du temple Narita-san, fondée en 1703. Fukagawa Fudō-dō fait partie du groupe Chisan, au sein de l'école bouddhiste Shingon, une tradition au Japon. Ce temple se concentre sur les enseignements du bouddhisme ésotérique.
Le site du temple comprend plusieurs structures. Le bâtiment principal en bois, visible de face, a été construit en 1862. Plus tard, il a été déplacé vers son emplacement en 1950 après avoir été détruit pendant la Seconde Guerre mondiale. Le temple servait auparavant de salle jusqu'à ce qu'une nouvelle salle moderne soit construite en 2011. Cette salle moderne se distingue par ses inscriptions sanscrites en noir, blanc et or. Un autre bâtiment important connu sous le nom de bâtiment a été achevé en 2000. Accueille diverses activités du temple.
Fukagawa Fudō-dō est célèbre pour ses rituels du feu goma, qui consistent à brûler des bâtons appelés gomagi. Ces cérémonies ont lieu plusieurs fois par jour au temple. Elles constituent une composante essentielle des pratiques spirituelles du temple. Le but de ces rituels est d'invoquer Fudōmyō ō, la divinité de la justice qui brandit une épée pour repousser les forces. Les fidèles jouent du tambour pendant les rituels.
Les cérémonies ont lieu à des moments précis avec des cérémonies supplémentaires organisées les 1er, 15 et 28 de chaque mois.
Le Temple abrite de nombreuses choses sur son terrain. Dans le hall, une galerie de prière présente 10 000 petits gorintō de cristal (cinq tours annelées). À l'intérieur du bâtiment se trouve la statue d'Onegai Fudōson, habilement fabriquée à partir de bois de camphre vieux de 500 ans provenant de la préfecture de Kumamoto. Le bâtiment intérieur comprend des étages destinés aux visiteurs abritant une statue de Fudōmyō ō créée par le sculpteur Sawada Sekō, une expérience immersive reproduisant le voyage de pèlerinage de Shikoku O henro et une peinture au plafond représentant le Bouddha Dainichi de Nakajima Chinami.
Le temple propose une formation payante à l'écriture des sutras (shakyō). Cette pratique consiste à écrire des personnages ou à dessiner des images de Fudōmyō (shabutsu).

## Histoire
Le temple Fukagawa Fudō-dō se trouve dans la région de Koto ku à Tokyo. L'une de ses traditions est la cérémonie d'incendie de Goma organisée dans la salle principale. Le temple a une histoire qui remonte au siècle où Edo, aujourd'hui Tokyo, était prospère. Malgré la perte de sa salle lors des bombardements de la Seconde Guerre mondiale, une nouvelle salle a été importée de Chiba en 1892 et constitue le plus ancien bâtiment en bois de Tokyo, dans le quartier de Koto.

## Rituel du feu de Goma
Le rituel du feu Goma est une cérémonie bouddhiste ésotérique effectuée pour renouveler le pouvoir de Fudōmyō-ō, permettant à la divinité de brûler les obstacles sur le chemin vers l'éveil. Les participants sont encouragés de faire un vœu et de le jeter dans l'eau au sanctuaire des trois dragons avant d'entrer dans la Salle Principale pour le rituel. Lors de la cérémonie, les participants retirent leurs chaussures, et des bâtonnets de bois ainsi que de l'encens sont brûlés dans un foyer sacré. Des moines, certains jouant des tambours taiko portatifs et soufflant dans des conques, récitent en chœur des mantras bouddhistes. Le rituel implique la combustion de bâtons d'encens dans le feu et la bénédiction des effets personnels en les tenant au-dessus des flammes.
Les rituels du feu Goma Taki, au temple Fukagawa Fudō-dō, sont bien connus pour leurs pratiques. Ces rituels ont lieu cinq fois par jour, de 9 h à 17 h, avec des sessions les 1er, 15 et 28 de chaque mois, incluant une cérémonie à 19 h. Les participants s'engagent dans un acte purificateur en brûlant des bâtonnets de cèdre dans le feu, offrant des prières à Fudōmyō ō, le Dieu de la Justice. La cérémonie dure environ une demi-heure et inclut des tambourinements, des chants et de la méditation pour la paix.
Le rituel de Goma a lieu tous les jours à 9h00, 11h00, 13h00, 15h00 et 17h00. Des cérémonies supplémentaires ont lieu les 1er, 15 et 28 de chaque mois à 19h00. La cérémonie dure environ 45 minutes.
Les visiteurs peuvent participer à ces rituels en payant un droit d'entrée. Il est rappelé de ne pas prendre de photos pendant les cérémonies ou sur l'enceinte du temple par respect pour la tradition.

## Installations

### Trésors
Le temple abrite des trésors sur son terrain, tels qu'un bec à triple tête de dragon et une remarquable collection de figures de cristal représentant la divinité Fudōmyō ō, très vénérée dans le temple. De plus, il sert de temple de la circulation où les habitants viennent chercher des bénédictions pour leurs véhicules, évidents depuis le parvis rempli de voitures en attente de bénédictions. Les visiteurs ont également la possibilité d'acheter des charmes pour voyager en conduisant.

### Hall principal
La salle principale du temple Fukagawa Fudō-dō a été construite en 2011. Se démarque par ses inscriptions sanscrites noires et dorées. Ce bâtiment est l'endroit où sont conservées les cérémonies rituelles de Goma et les objets précieux. L'exploration de cette structure de plancher est recommandée après avoir expérimenté le rituel du feu.
Au rez-de-chaussée se trouve une statue de Fudomyo o réalisée par le talentueux sculpteur Sawada Seko, ainsi qu'un espace de prière orné de Modèle:Nomnre de cristal de Fudomyo o et une chambre présentant des sculptures complexes de divinités en bois. En montant à l'étage, tout tourne autour du thème Shikoku O Henro représentant le vénéré pèlerinage des 88 temples de Shikoku. Ce niveau est éclairé par des lumières LED et des effets spéciaux suggérant qu'offrir des prières ici revêt une importance pour l'achèvement du pèlerinage lui-même. Enfin, au sol, il y a une fascinante peinture au plafond représentant le Bouddha Dainichi créée par Nakajima Chinami. Tout ce temple constitue une attraction incontournable pour les touristes explorant Tokyo.

## Gallery

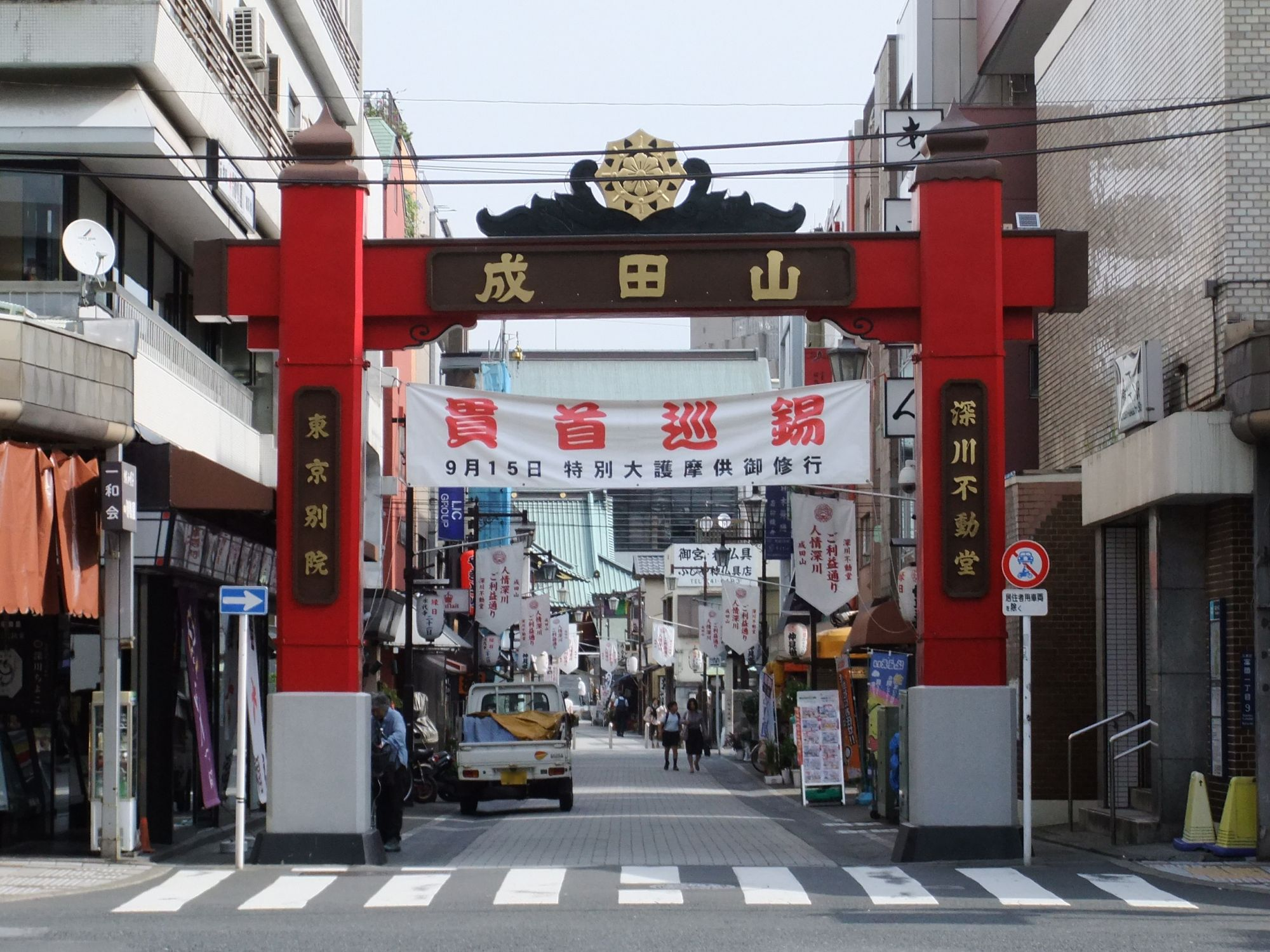
Approche du Fukagawa Fudō-dō
Fukagawa Fudō-dō Ancien directeur de la salle
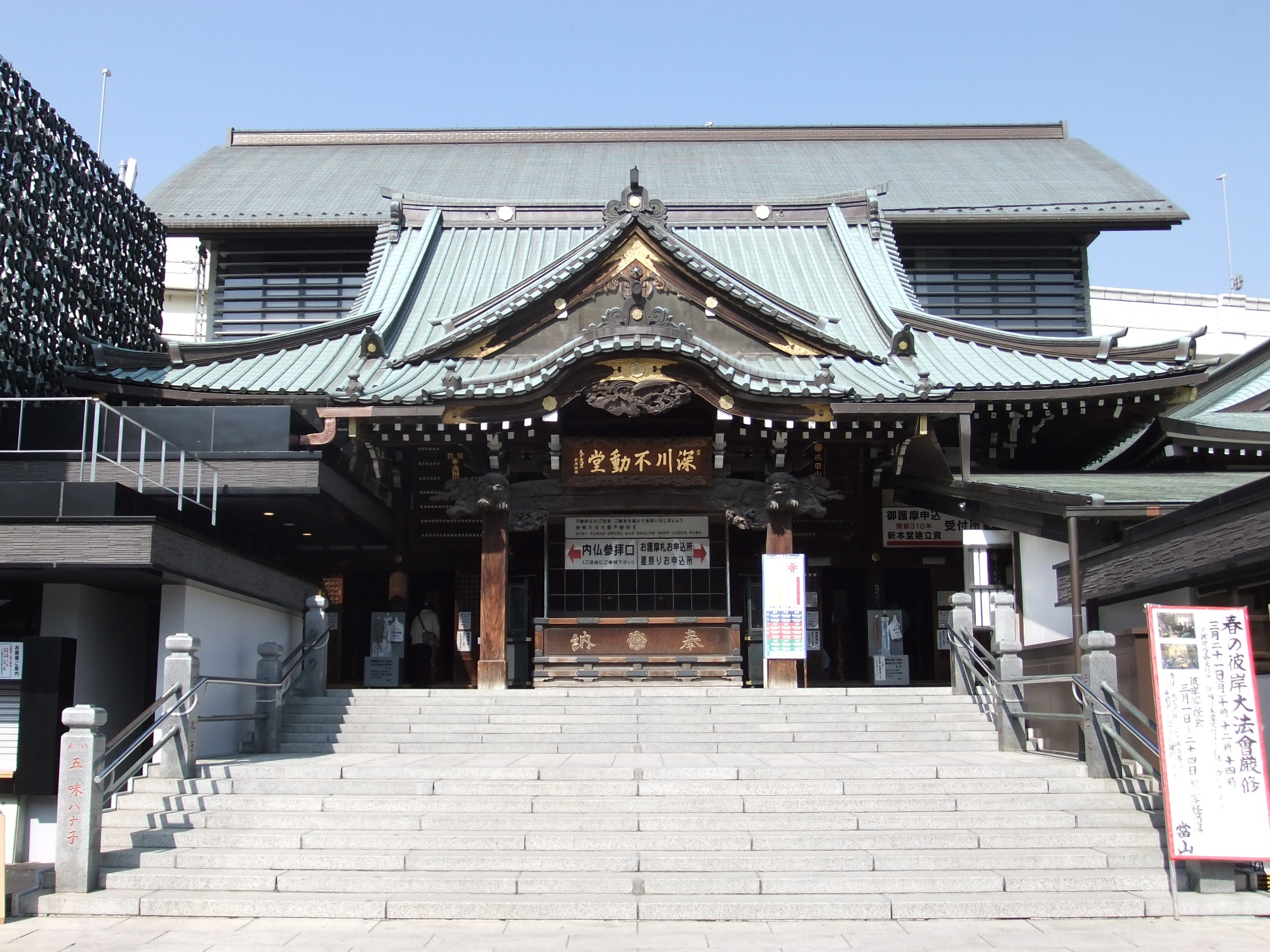
Ancienne salle principale de Fukagawa Fudō-dōdo
Fukagawa Fudō-dōdo Nouveau salle principale à partir de la droite
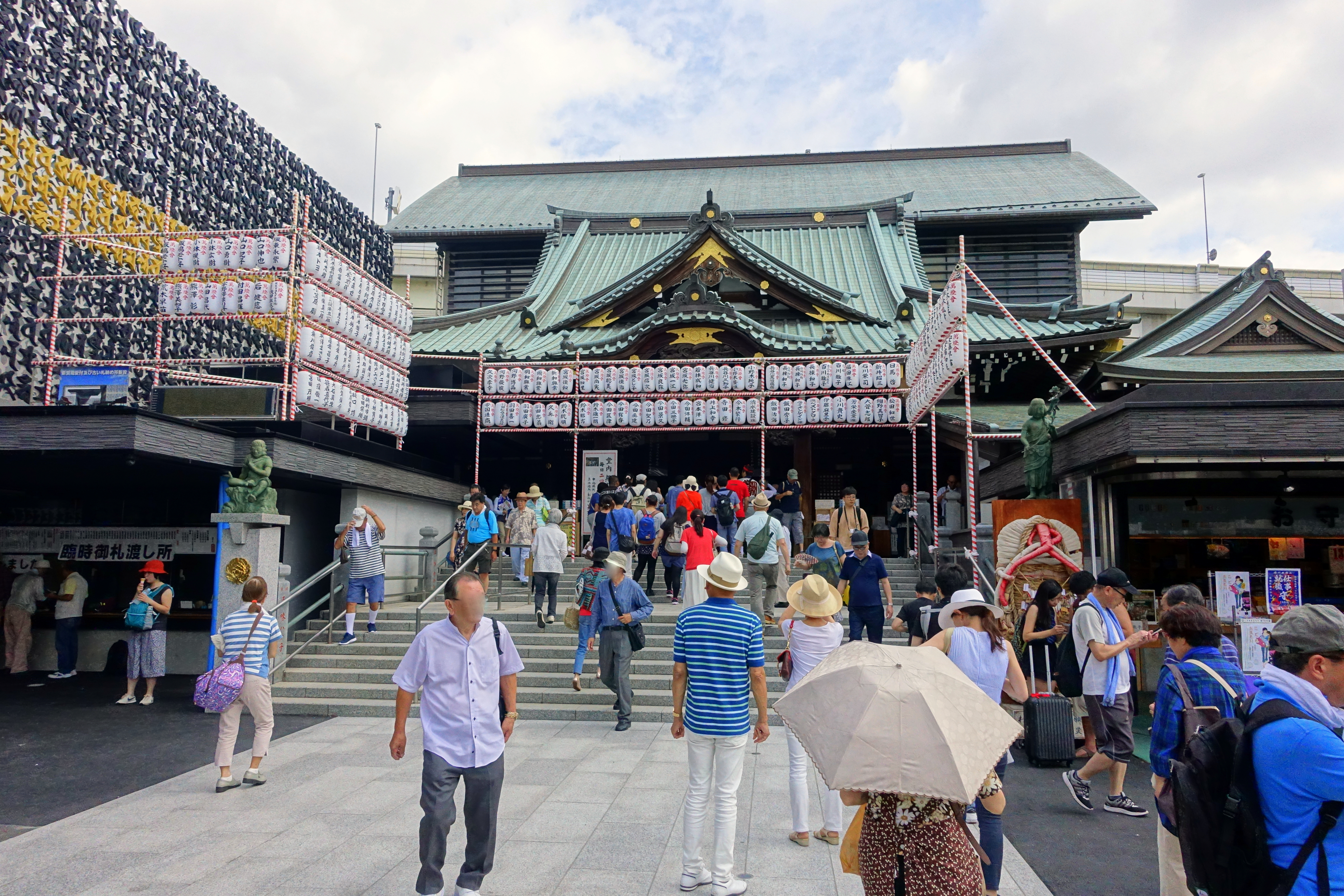
Vieux temple avec lanternes
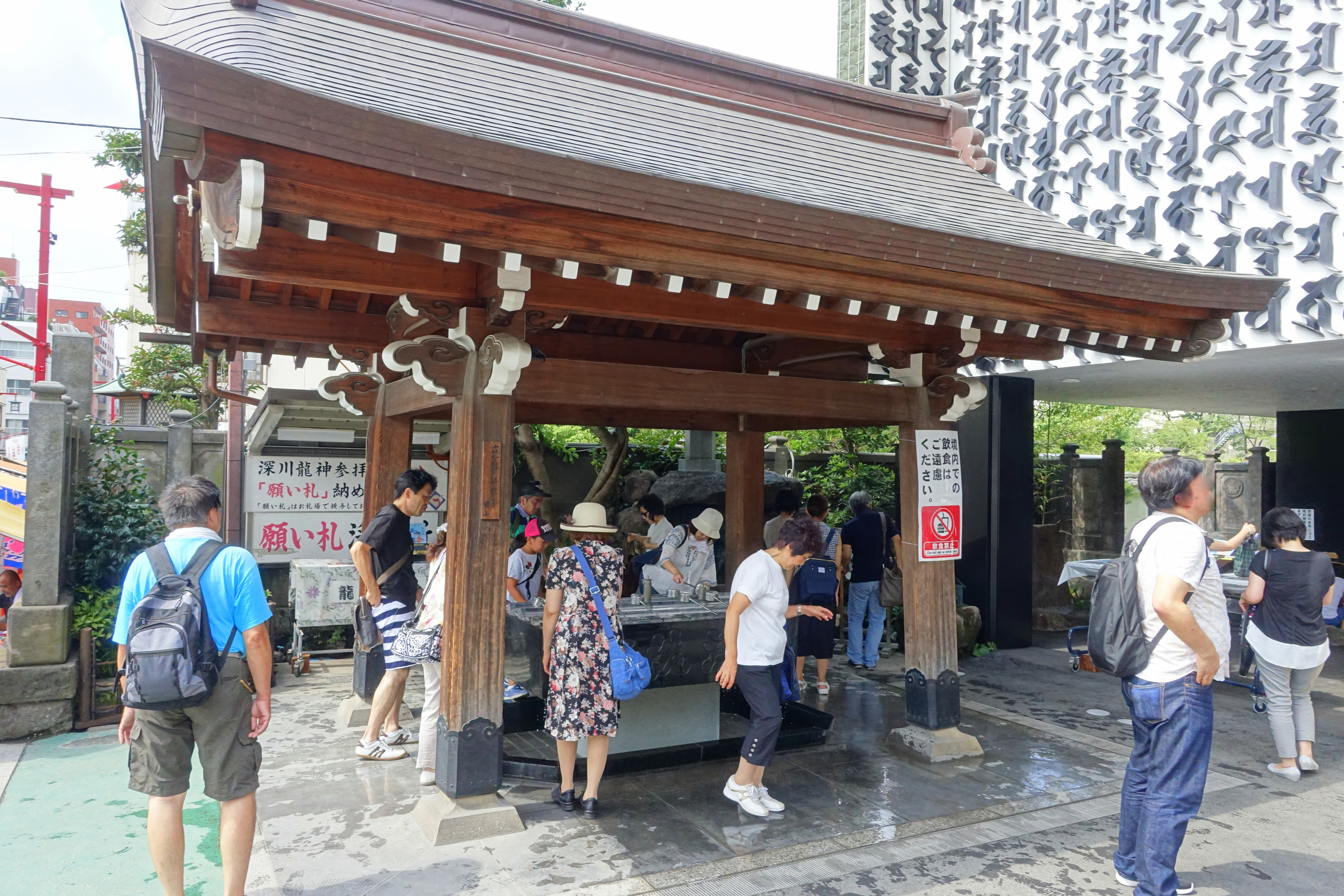
Chozuya
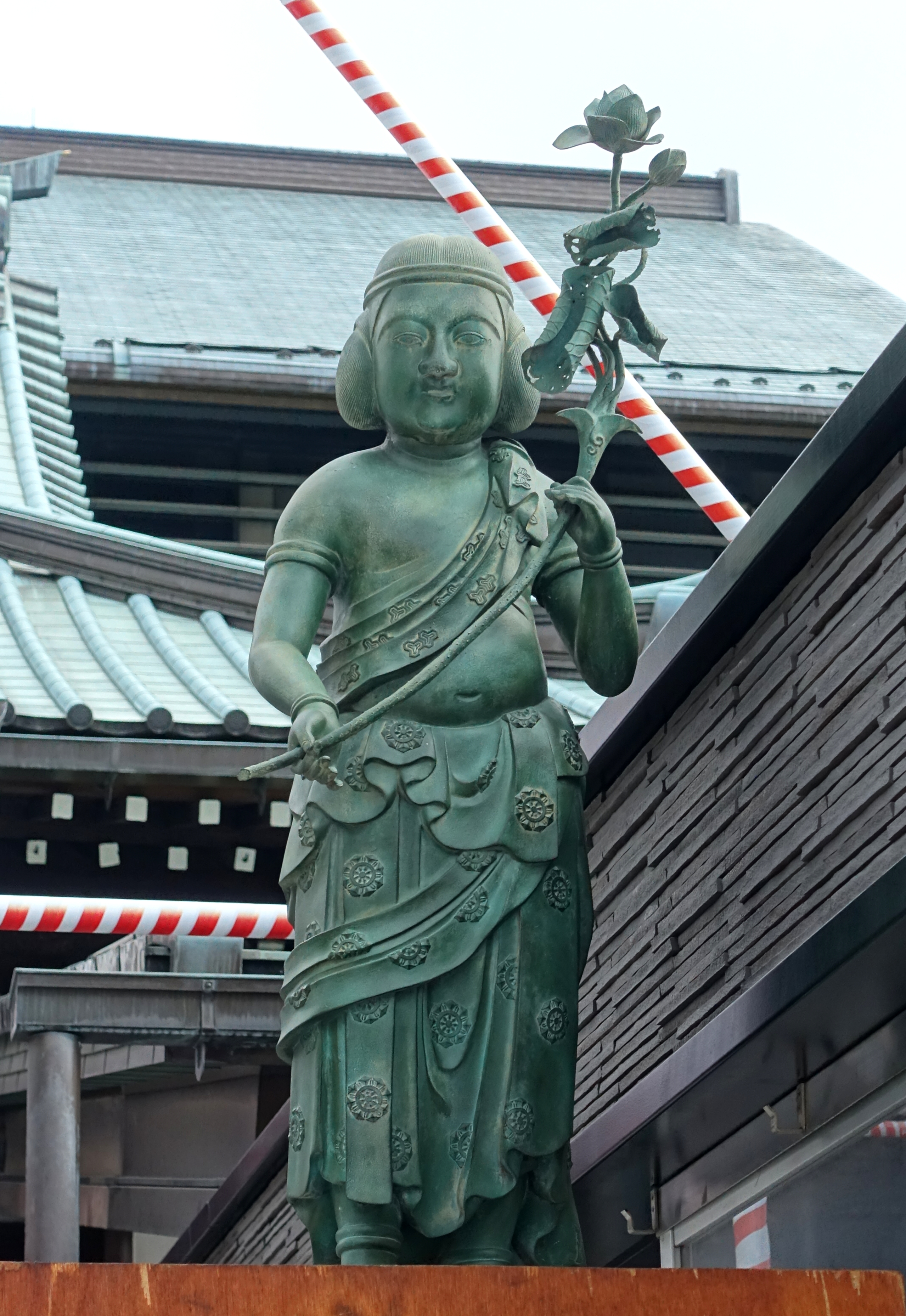
Statue
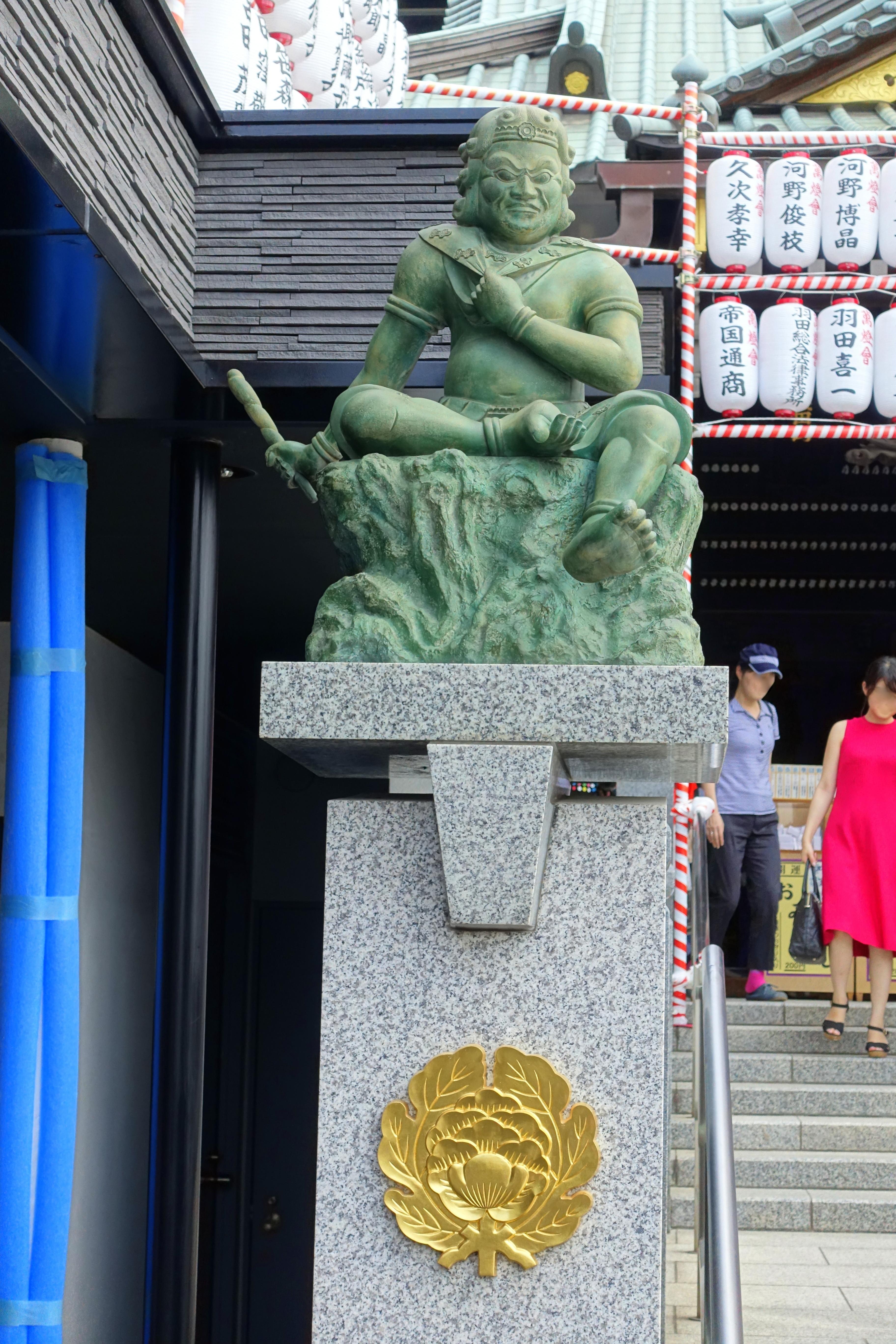
Statue
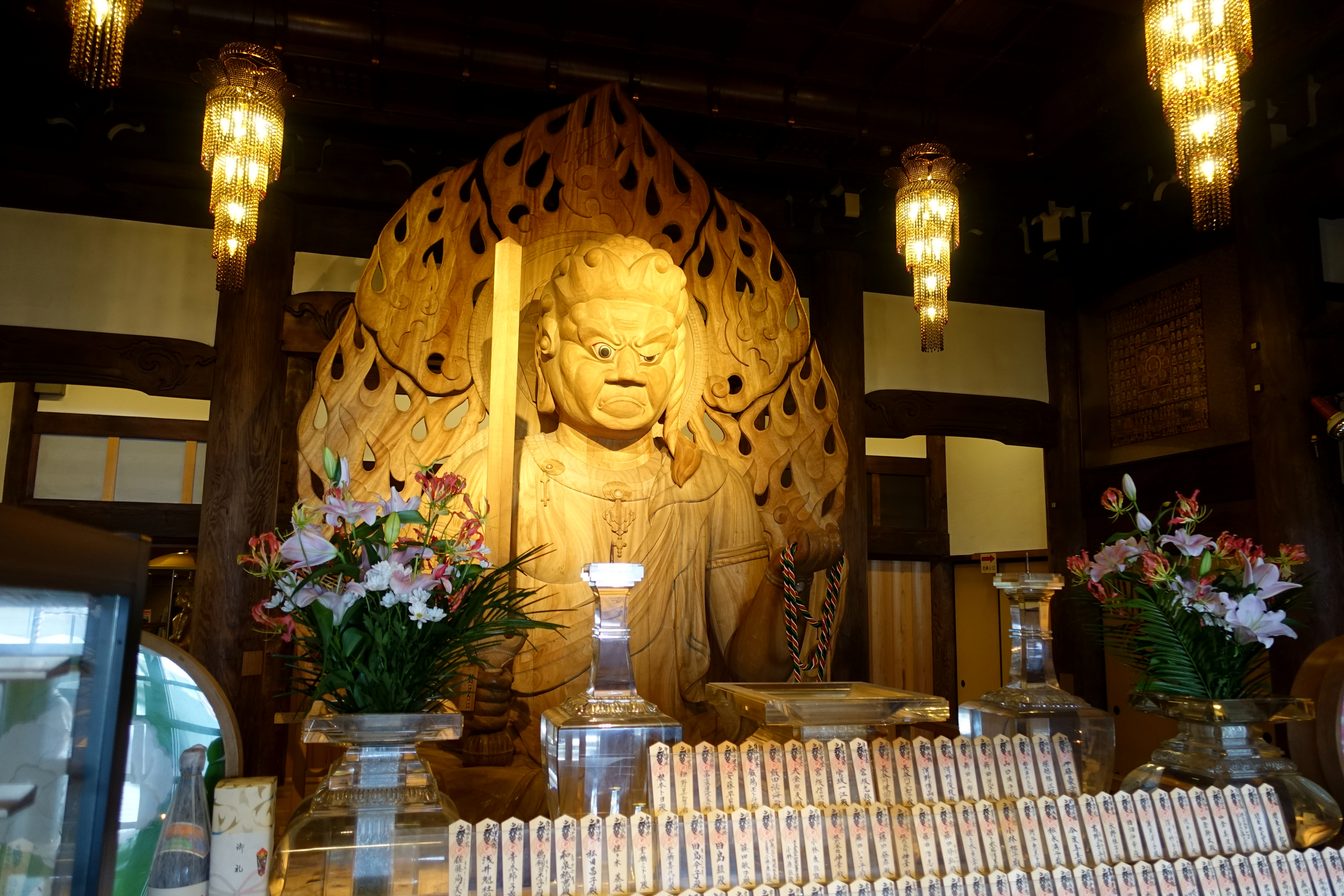
Statue d'autel
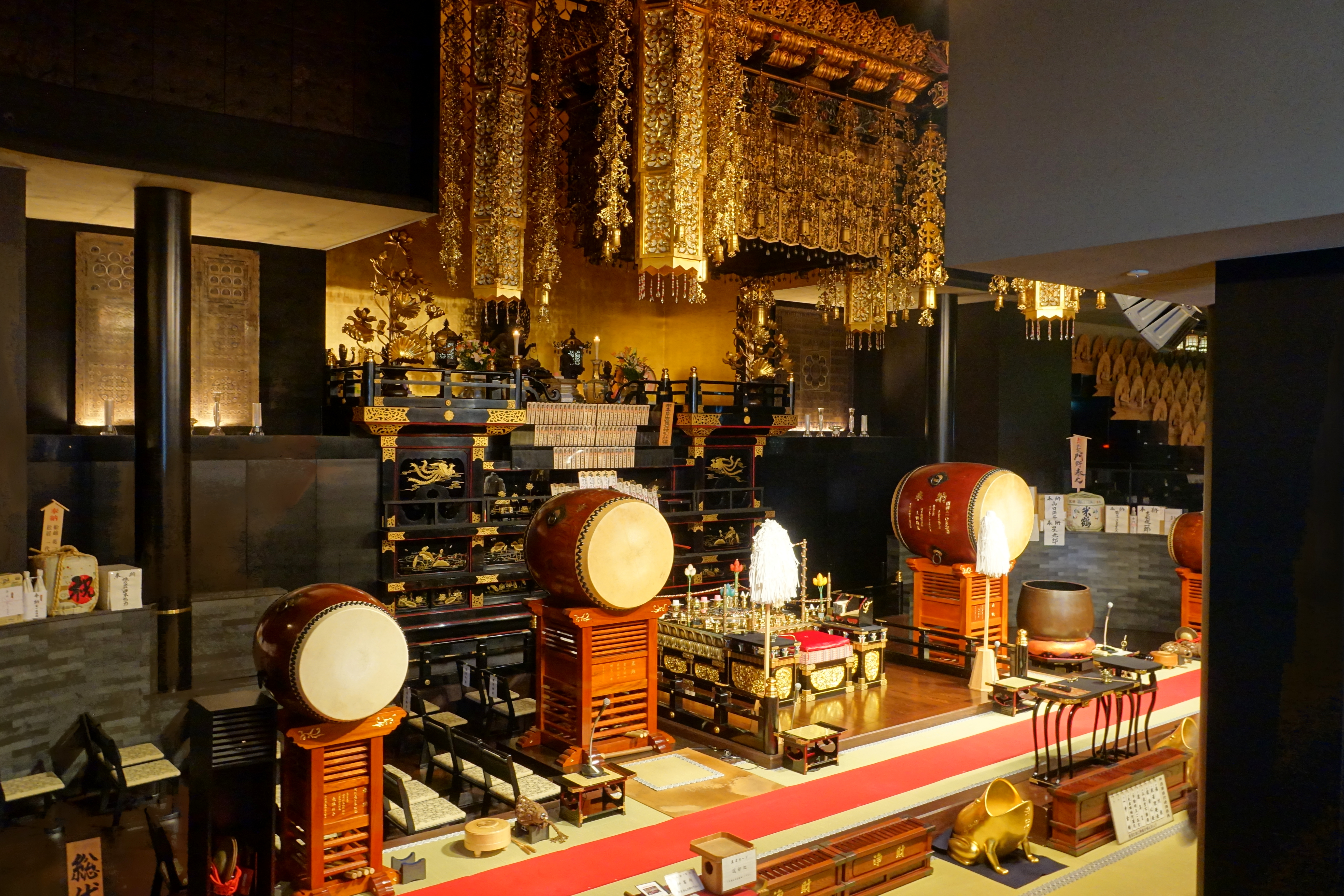
tambours
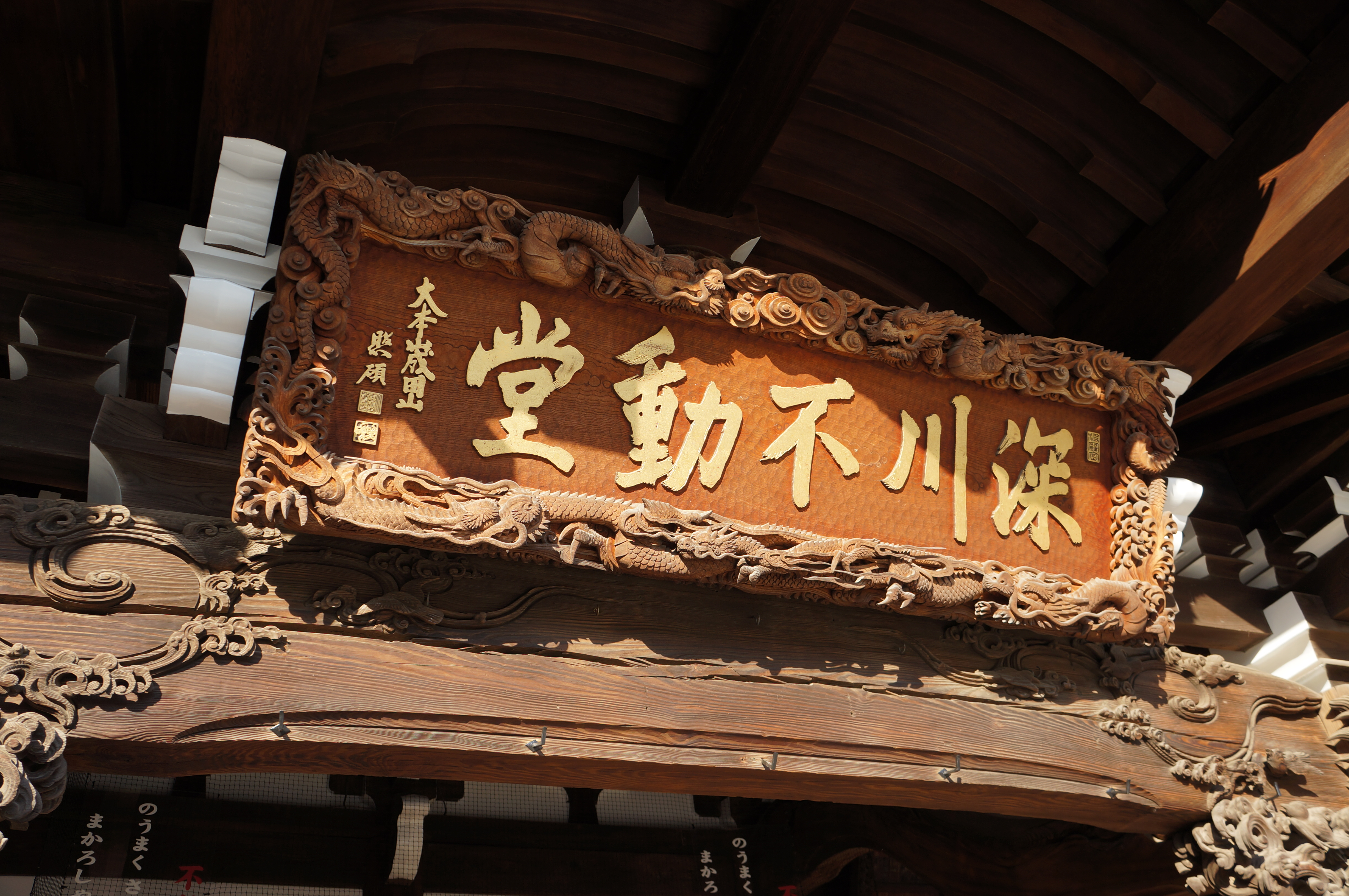
Placard
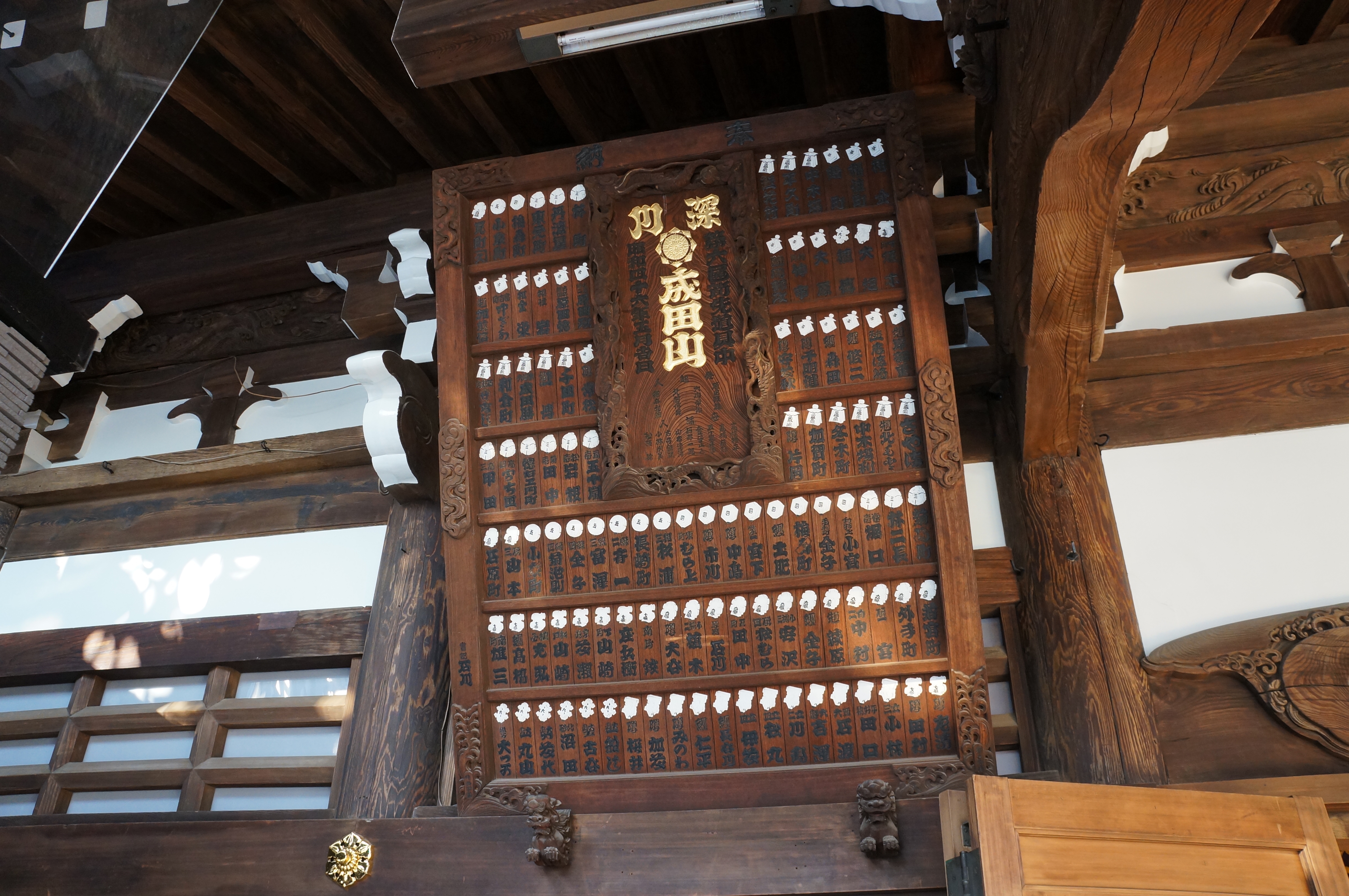
plaque de donneur
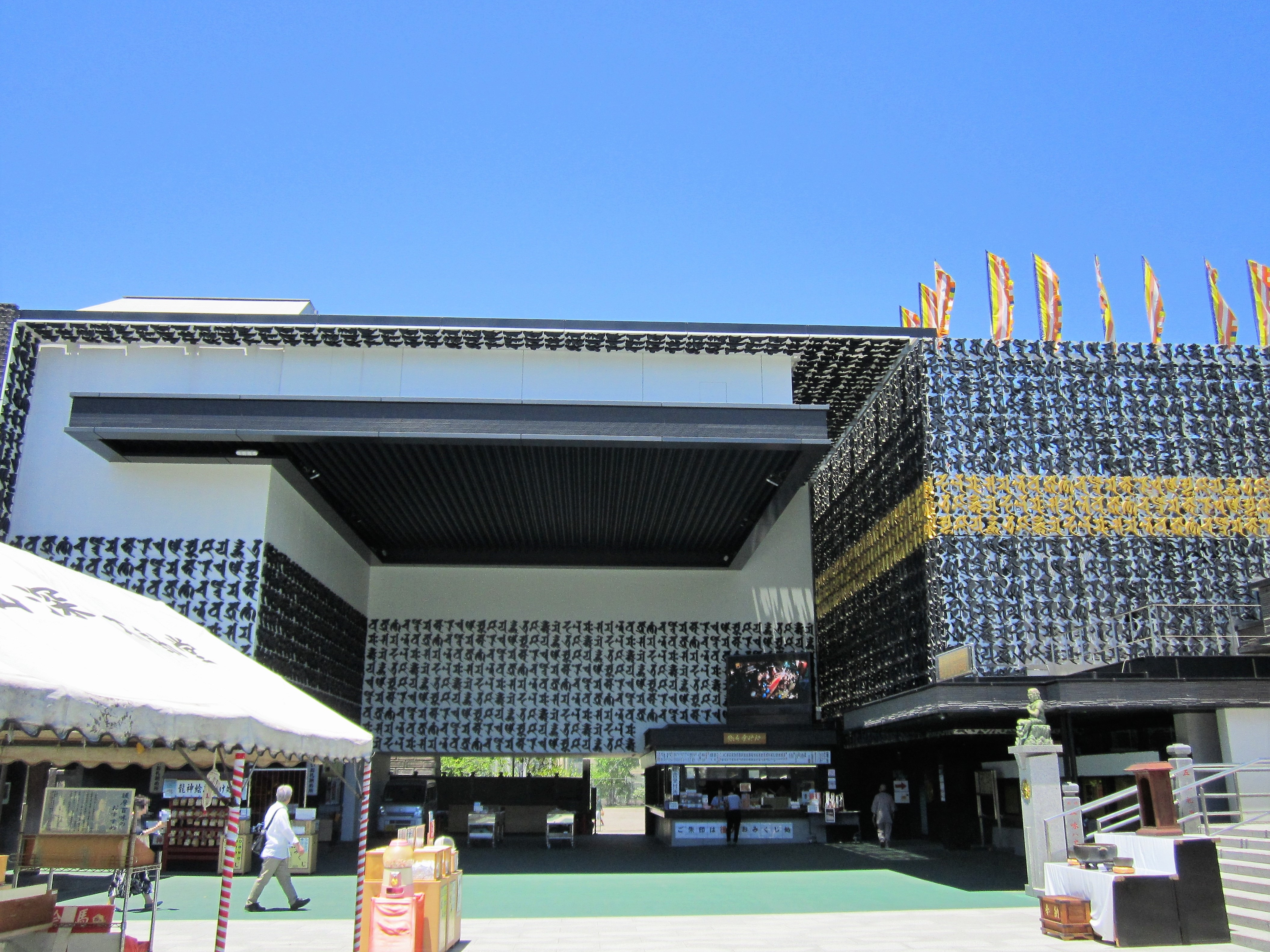
Vue intérieure du hall principal
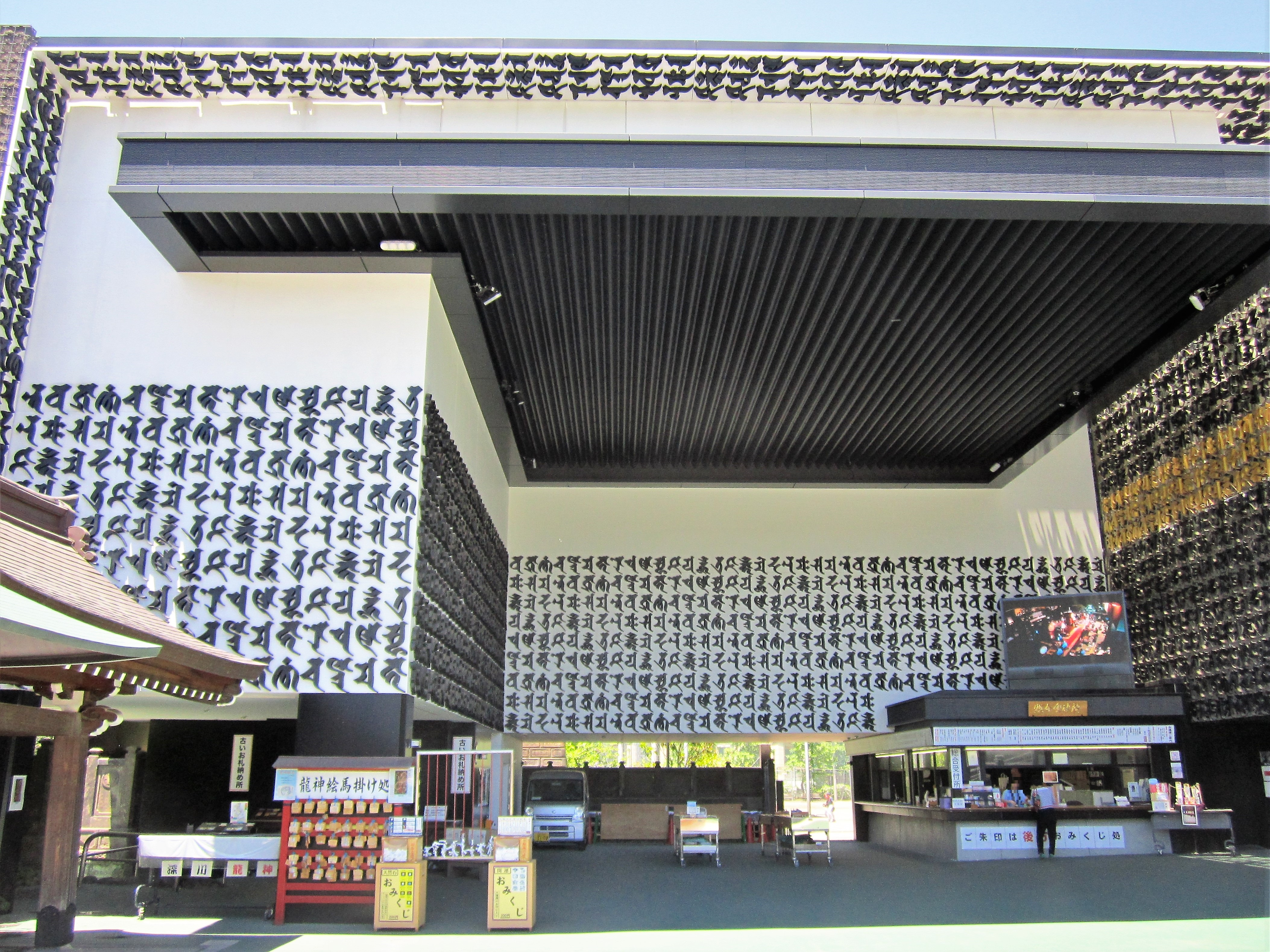
Vue intérieure du hall principal
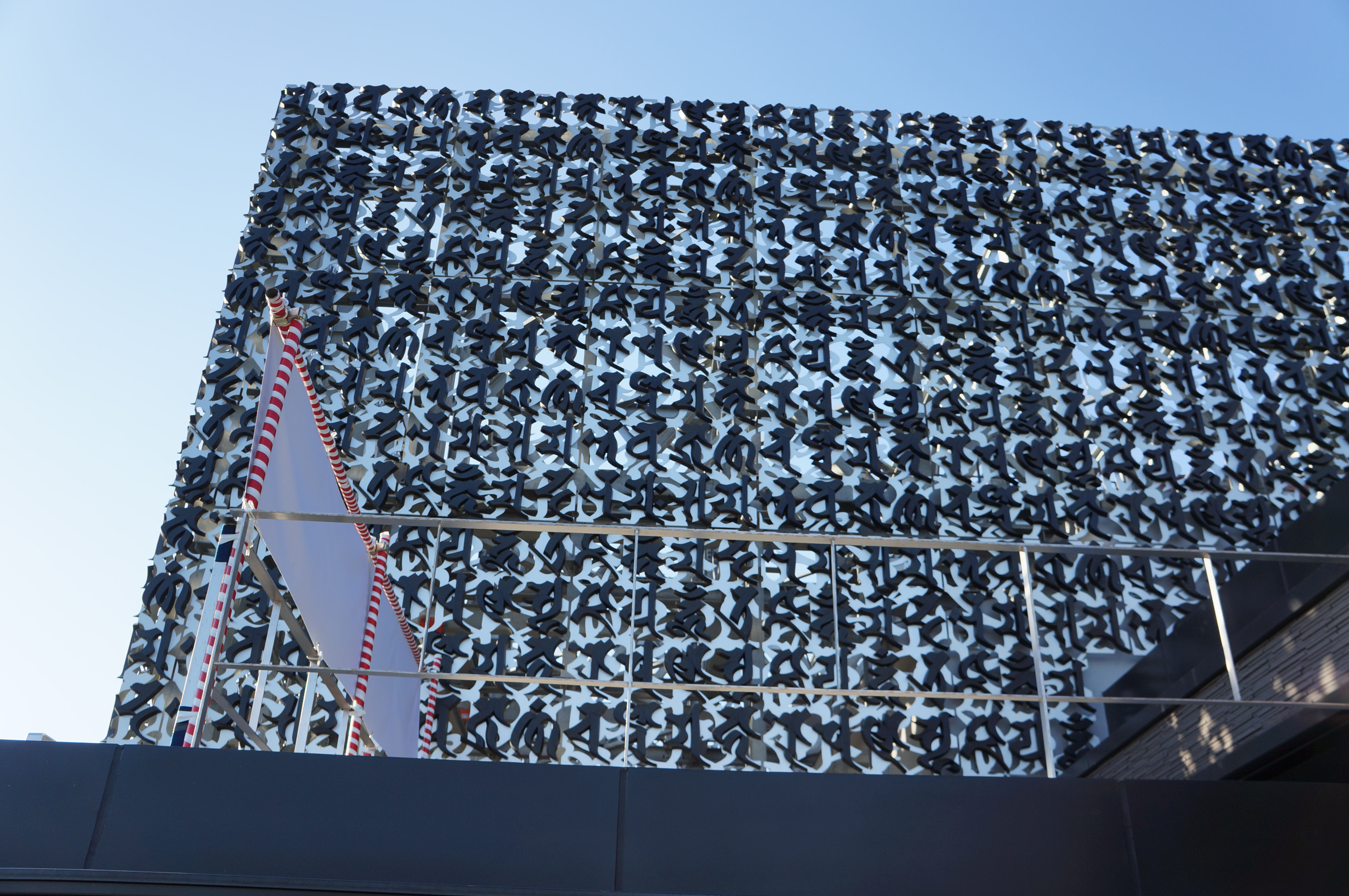
vue rapprochée depuis l'ancienne salle
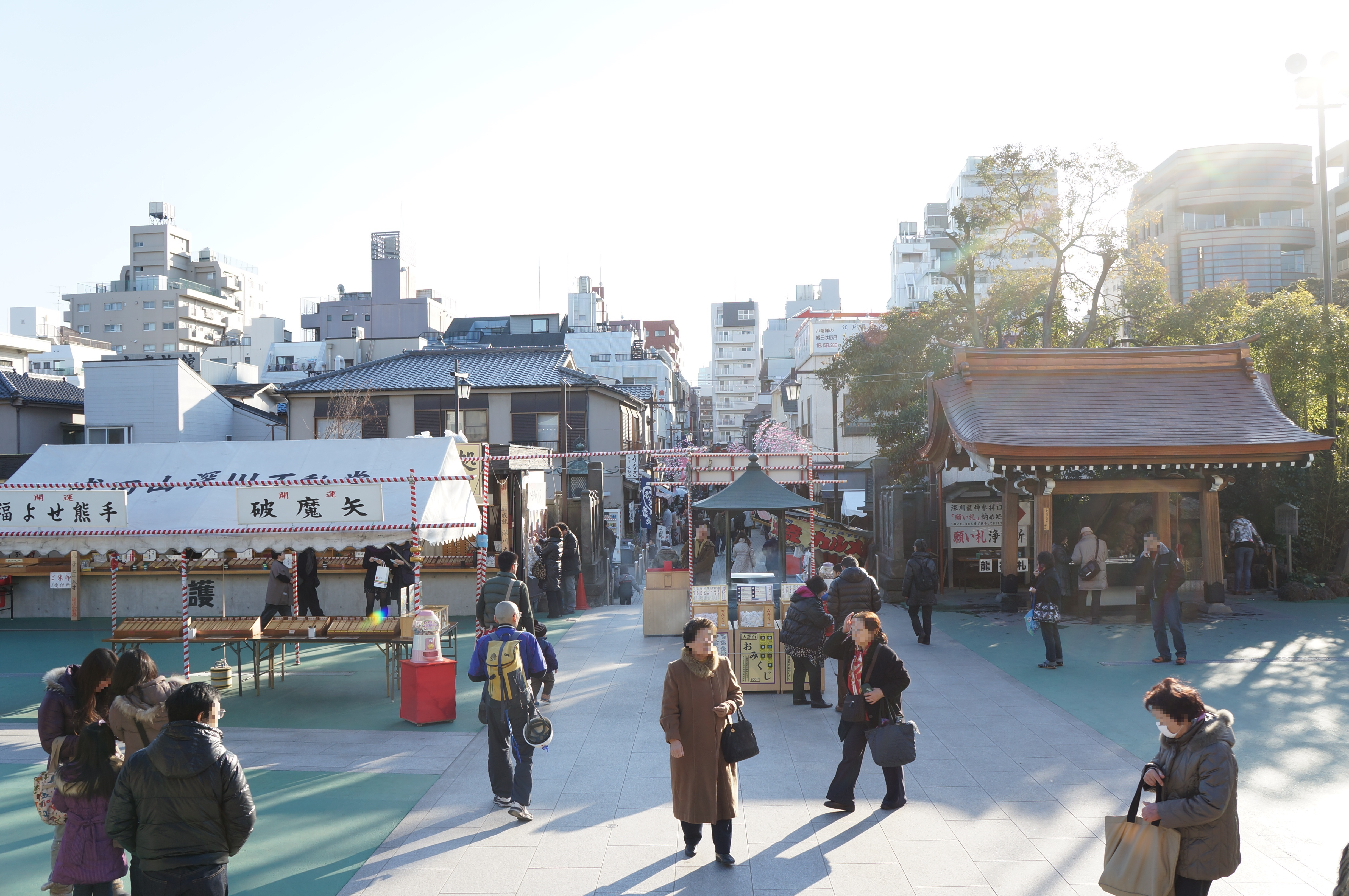
vue de la rue
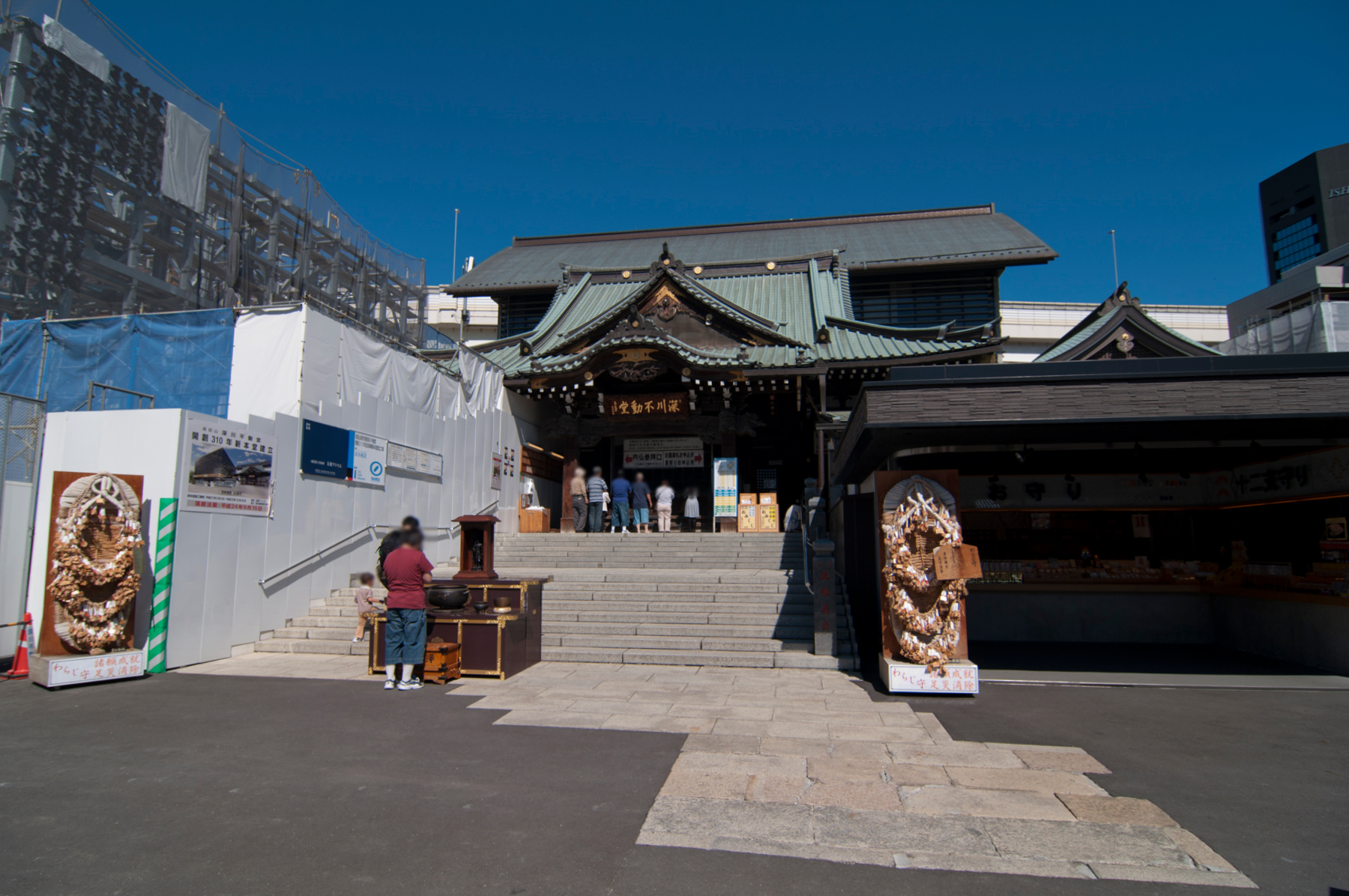
Ancienne salle principale à côté d'une nouvelle en construction
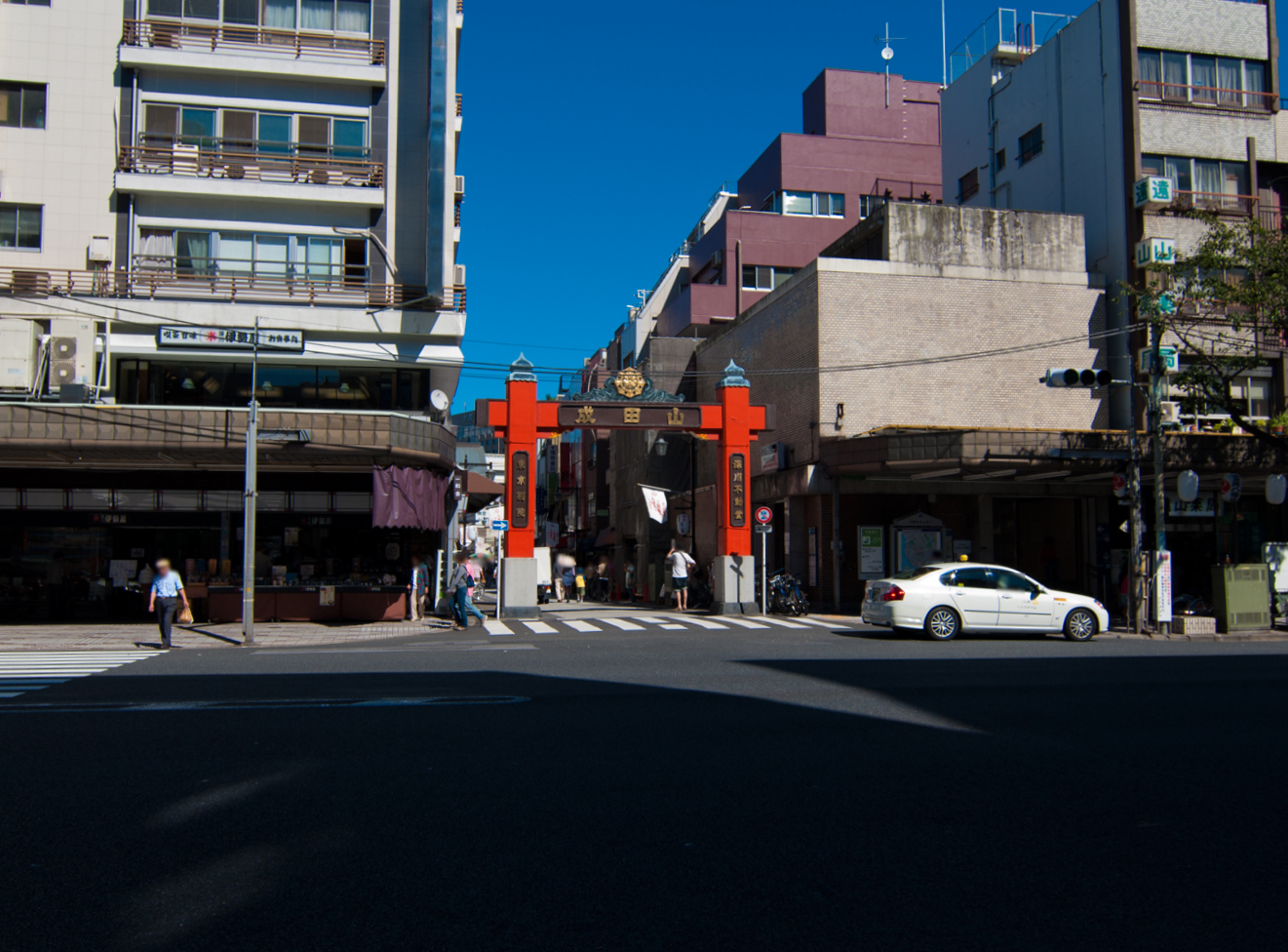
torii de la rue ninjou
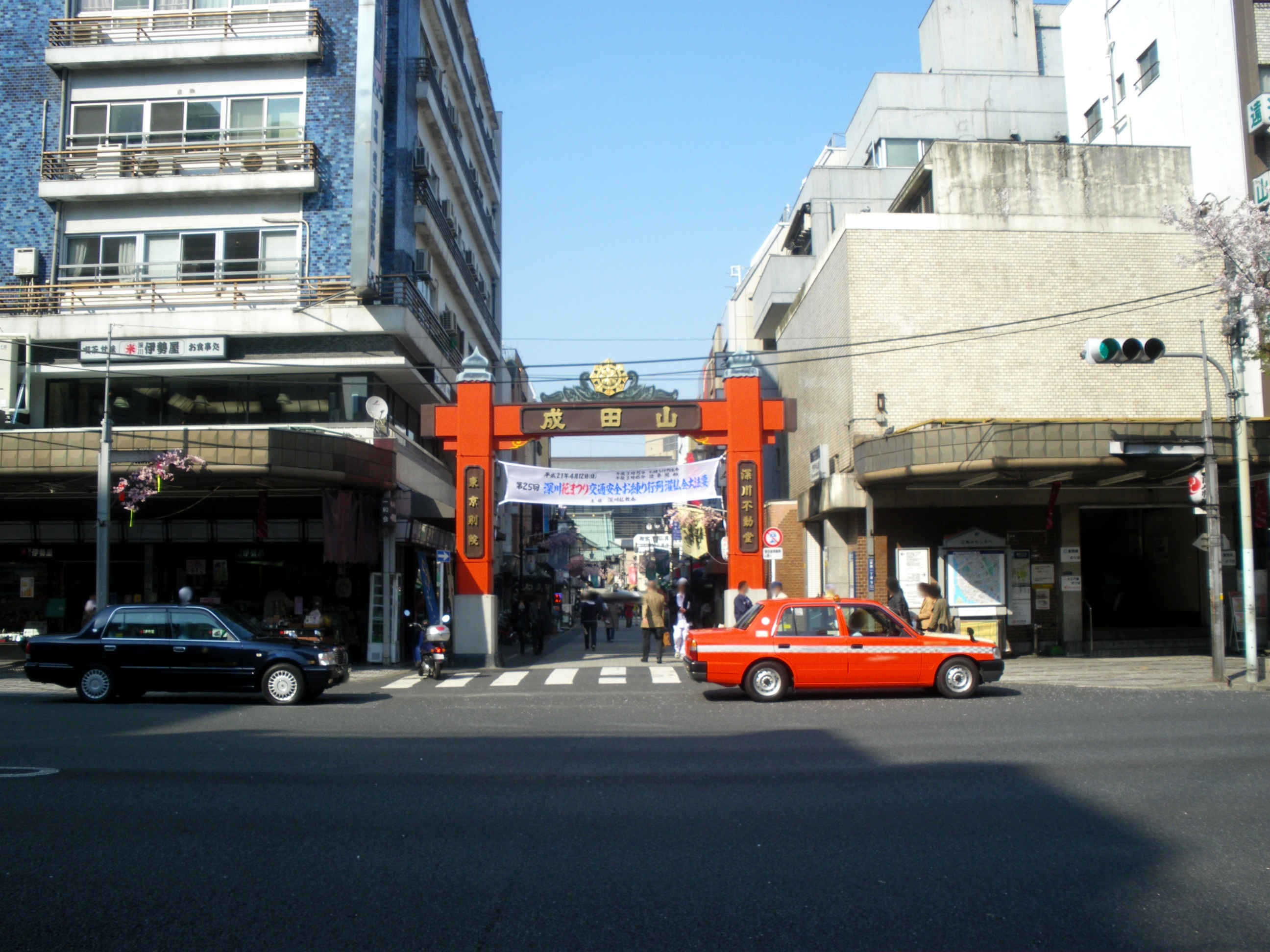
Rue Fukagawa Ninjou
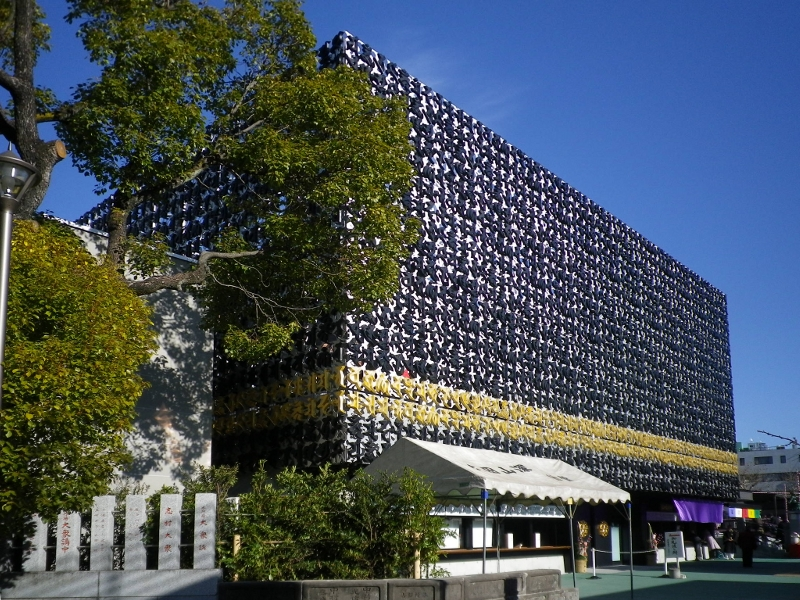
Salle principale à gauche
Fukagawafudoson
Sanctuaire Inari
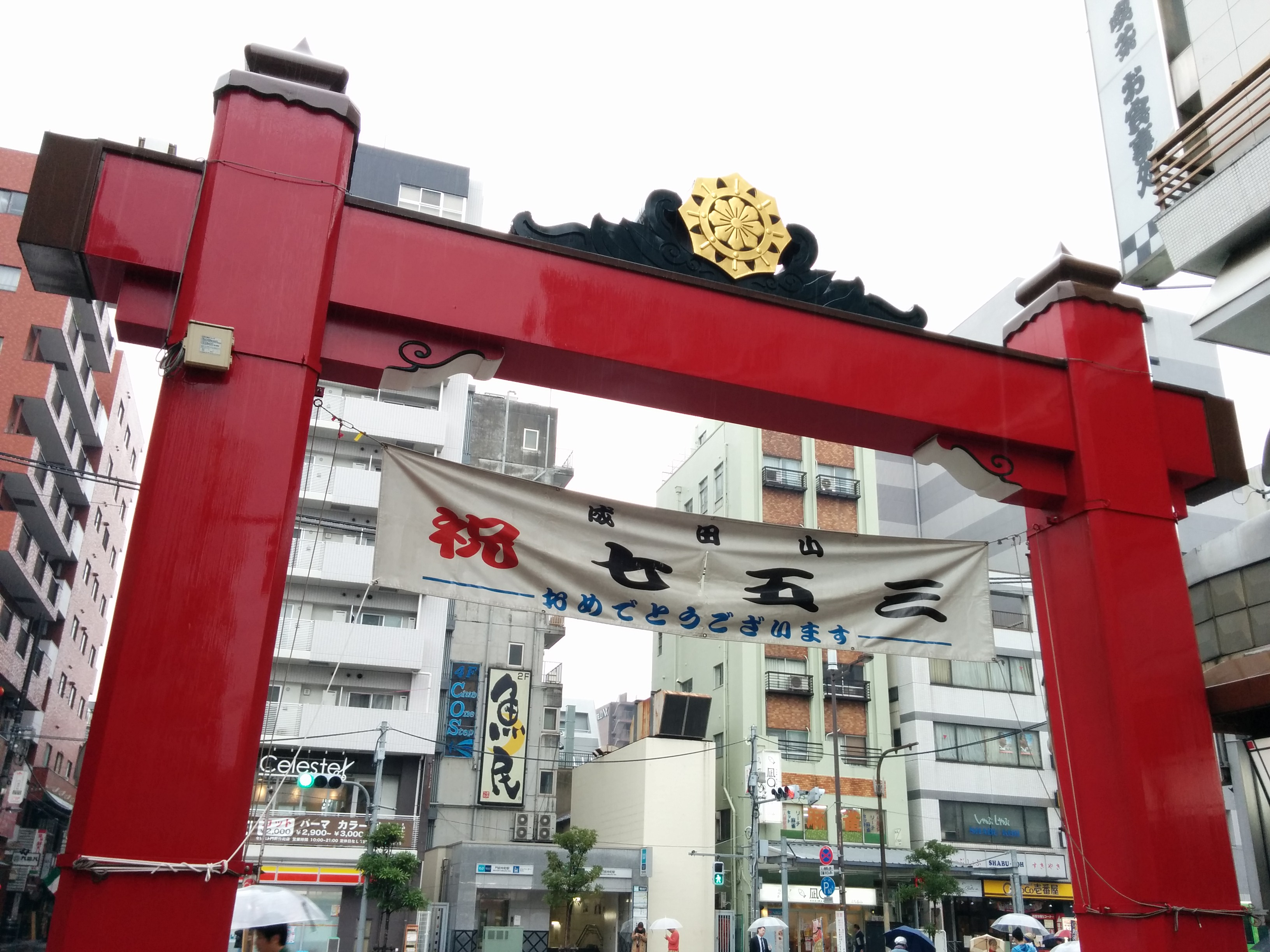
Publicité Shichi-go-san
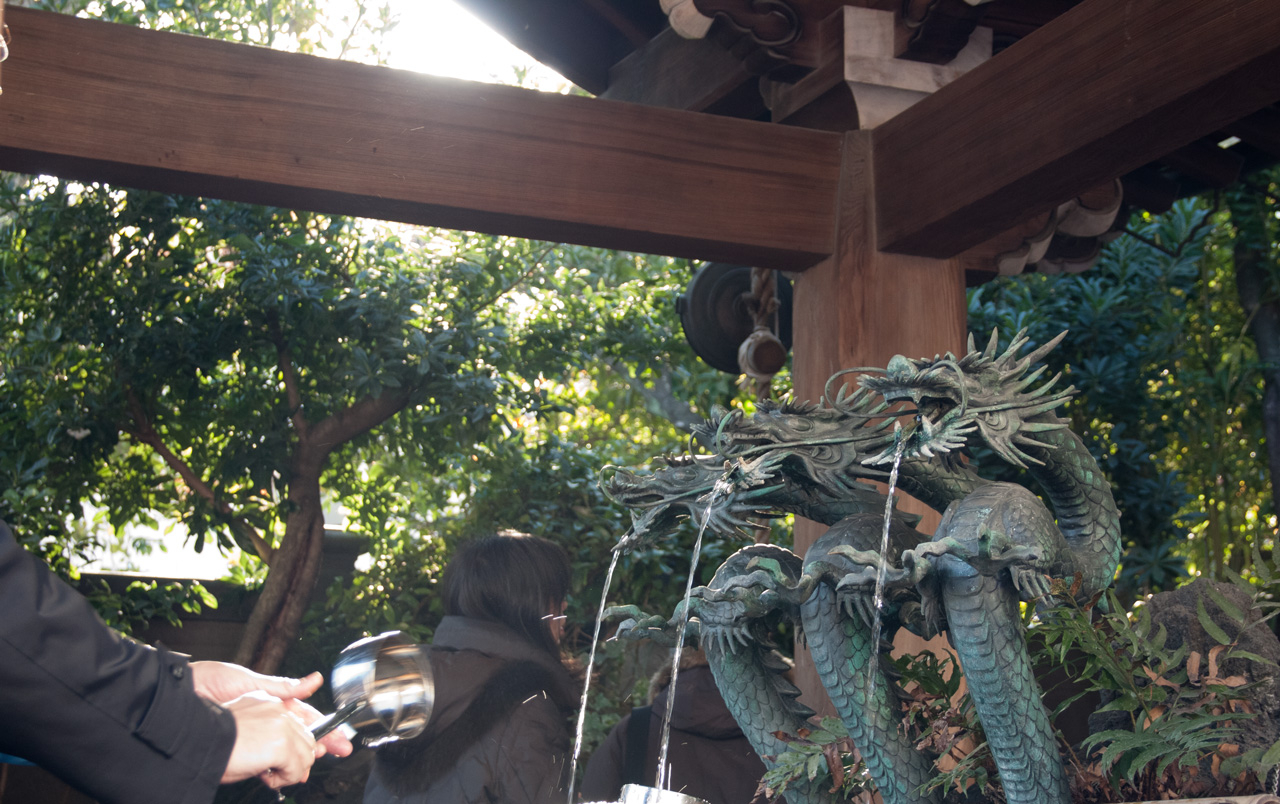
Dragons au temple Fukagawa-fudo
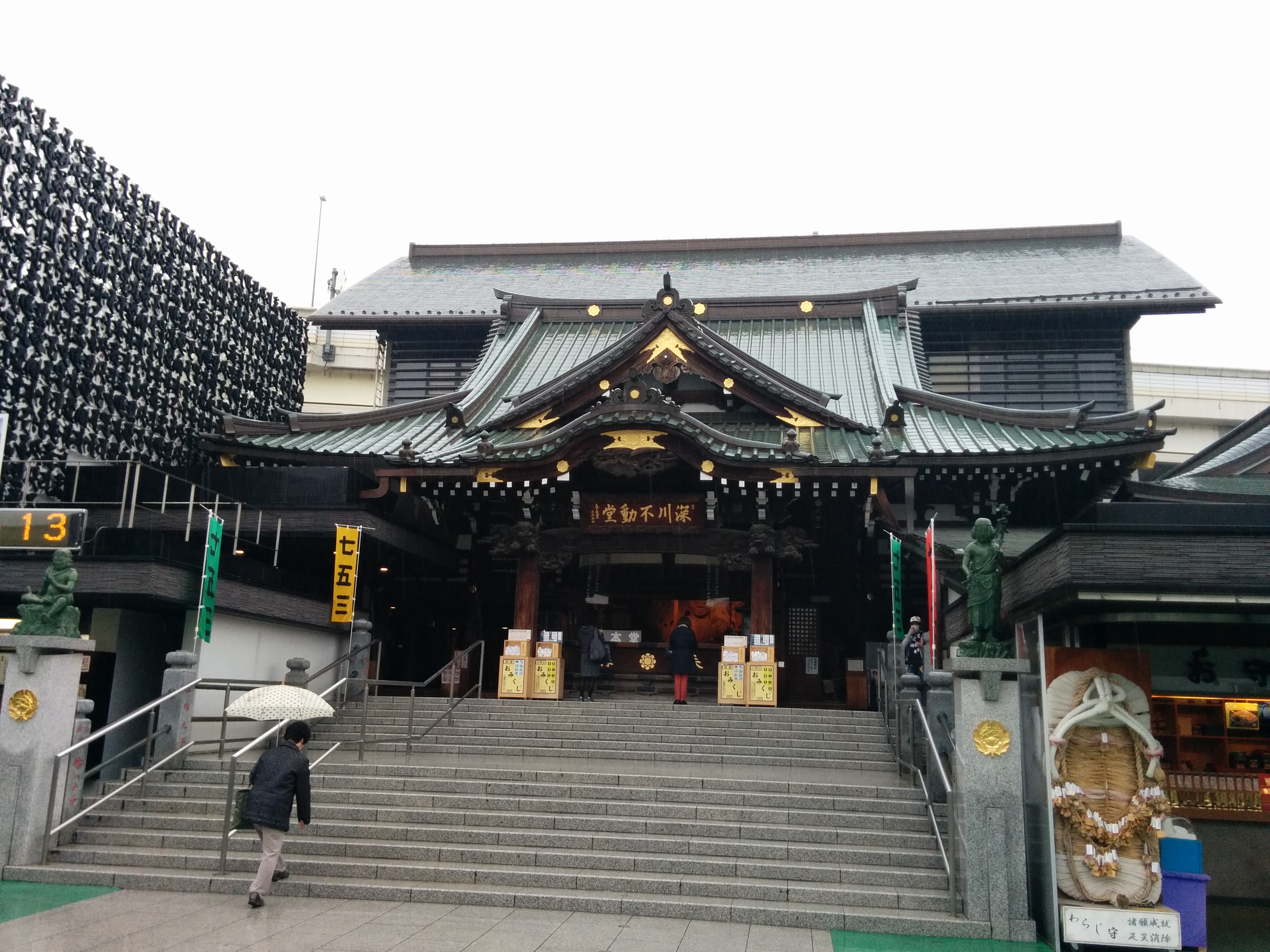
ancienne salle principale
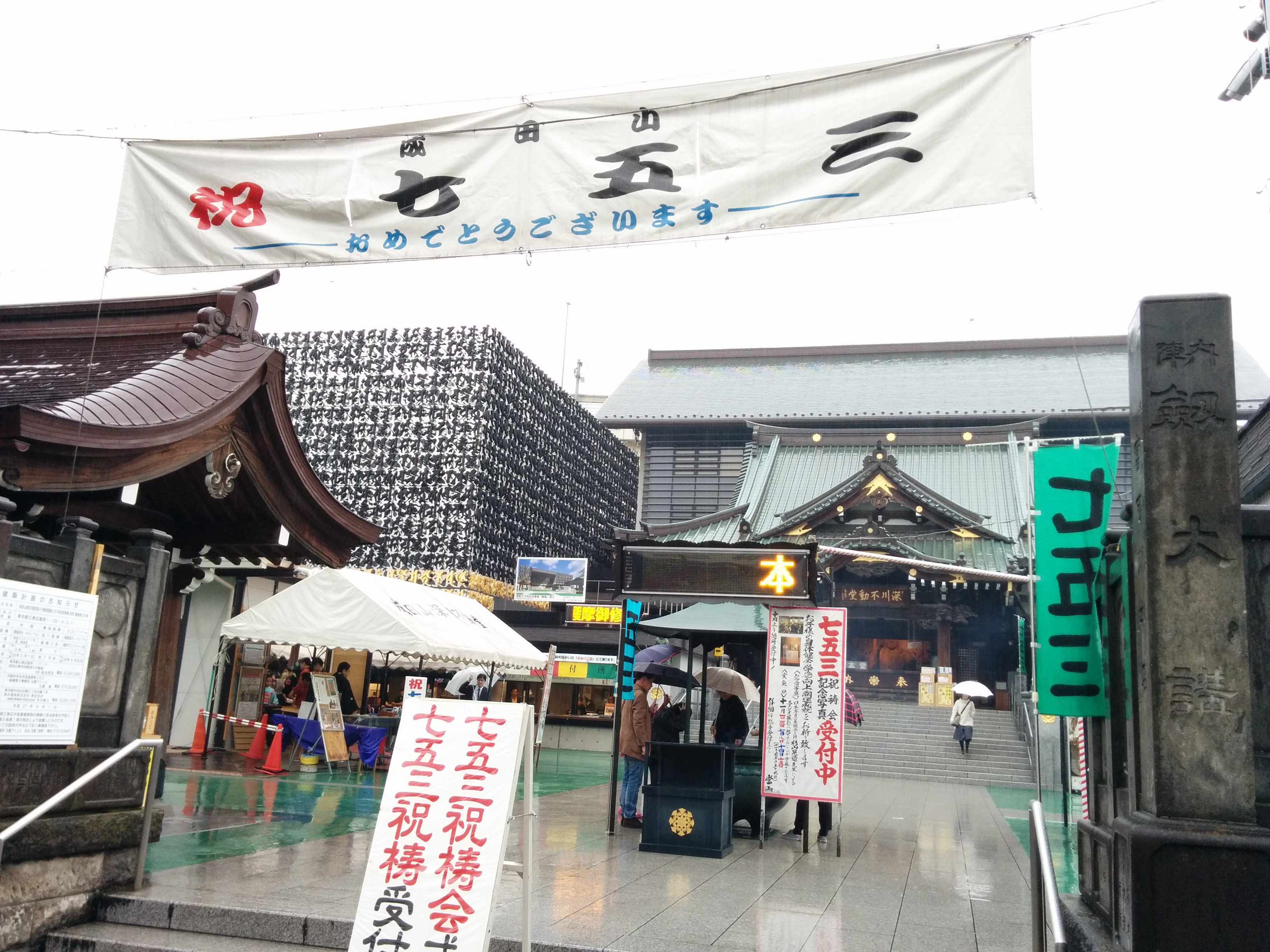
pendentif entrée Shichi-Go-San
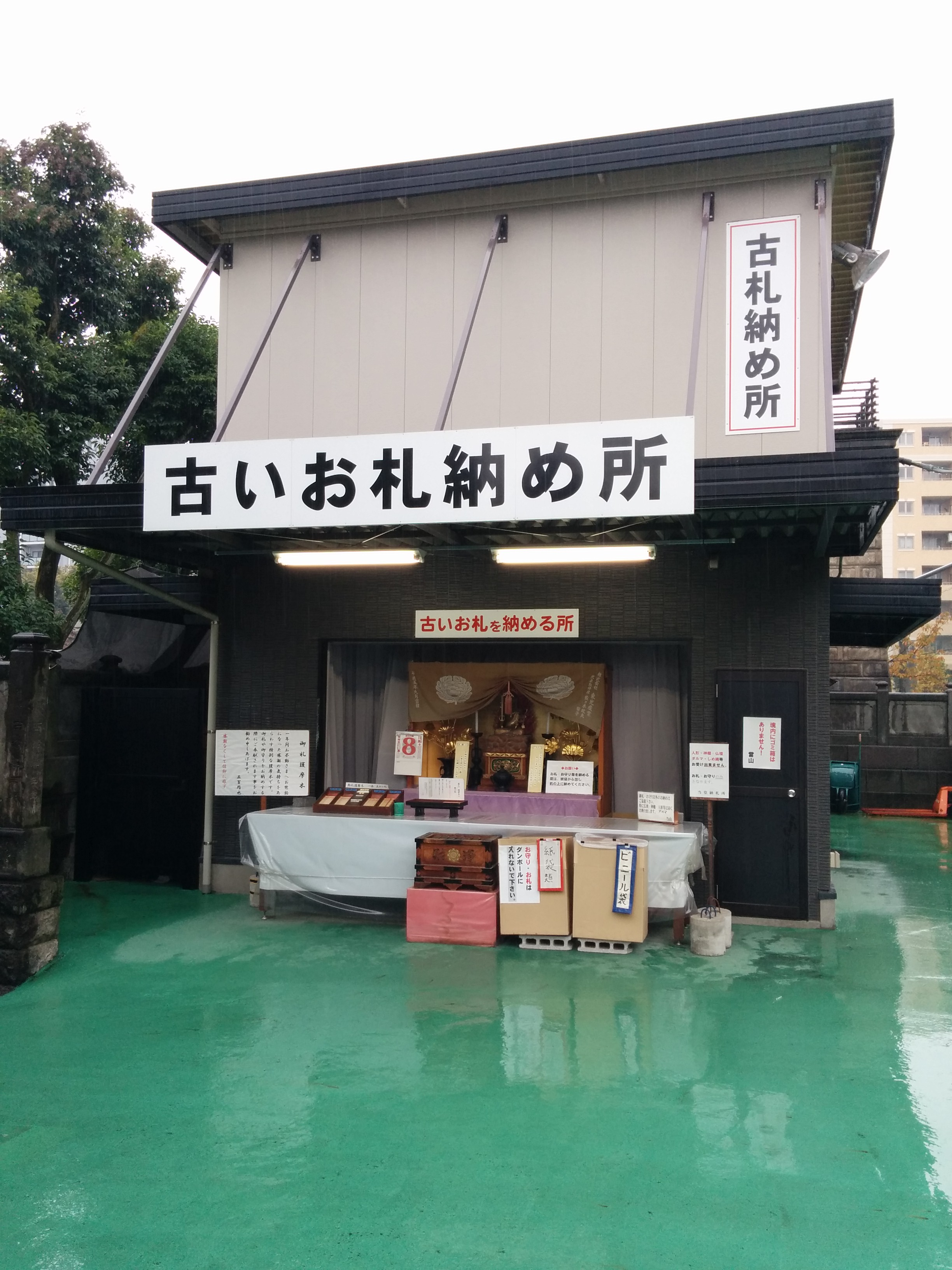
Retour d'amulette
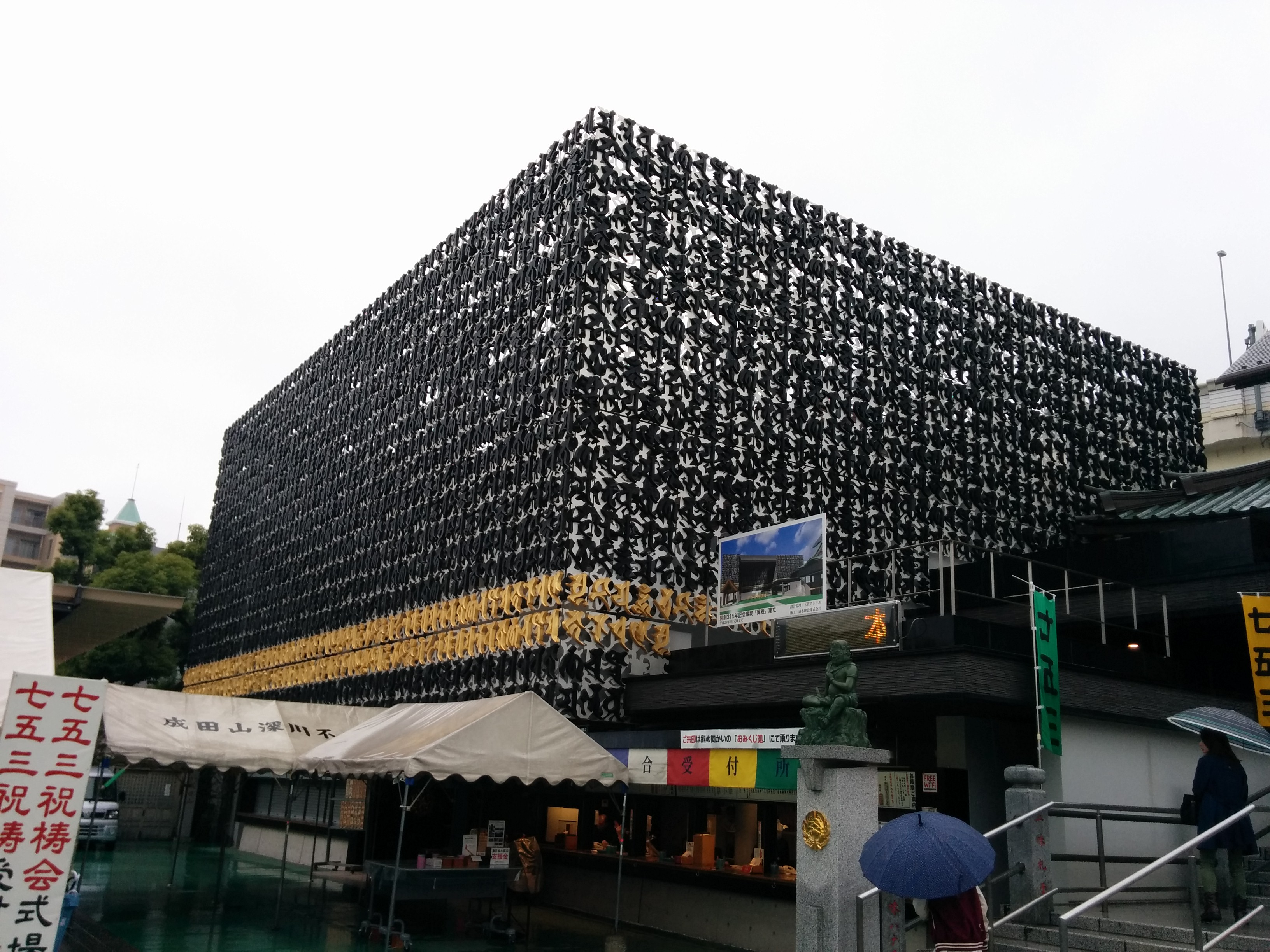
Bâtiment secondaire du sanctuaire Monzen-Nakacho

## Voir également
- Ichinomiya

## Les références
1. ↑  (en) « Fukagawa Fudo-do Temple - Koto, Tokyo », JapanTravel, 9 août 2019 (consulté le 1er décembre 2023)
2. 1 2 3 4 5 6 7 8  (en-GB) shitamachi, « Fukagawa Fudō-dō - Esoteric Tokyo », Exploring Old Tokyo, 5 mai 2017 (consulté le 29 mars 2024)
3. 1 2 3 4 5 6 7  « Fukagawa Fudō-dō | Fire Ritual | Tokyo | Japan Deluxe Tours », japandeluxetours.com (consulté le 29 mars 2024)
4. 1 2  (en-US) Dominguez, « Tokyo's Fukagawa Fudo Temple Fire Ritual », Wandering Traveler, 8 août 2018 (consulté le 29 mars 2024)